# Mazangé
Mazangé ist eine französische Gemeinde mit 816 Einwohnern (Stand: 1. Januar 2022) im Département Loir-et-Cher in der Region Centre-Val de Loire; sie gehört zum Arrondissement Vendôme und zum Kanton Vendôme. Die Einwohner werden Mazangéens genannt.

## Geographie
Mazangé ist liegt etwa neun Kilometer nordwestlich von Vendôme am Loir, in den hier der Fluss Boulon mit seinem Nebenfluss Bourboule einmündet. Mazangé wird umgeben von den Nachbargemeinden Épuisay im Norden, Azé im Osten, Villiers-sur-Loir im Südosten, Thoré-la-Rochette im Süden, Lunay im Westen und Südwesten, Fortan im Westen sowie Savigny-sur-Braye im Nordwesten.

## Geschichte
Im Mittelalter war Mazangé eine Propstei und eine Pfründe des Domkapitels von Notre-Dame de Chartres.
Im Deutsch-Französischen Krieg schlugen Truppen des preußischen III. Armee-Korps am 6. Januar 1871 im Gefecht von Mazangé (Combat de Mazangé) das 36e régiment d’infanterie der französischen II Armée de la Loire, das 46e régiment d’infanterie und das 70. Regiment der Mobilgarde. Infolgedessen konnte das III. Armee-Korps auf Le Mans vorrücken, sodass es vom 10. bis zum 12. Januar 1871 zur entscheidenden Schlacht bei Le Mans kam, in der die Armée de la Loire unterging.

## Bevölkerungsentwicklung
| Jahr                       | 1962 | 1968 | 1975 | 1982 | 1990 | 1999 | 2006 | 2018 |
| Einwohner                  | 771  | 715  | 624  | 695  | 758  | 838  | 910  | 843  |
| Quellen: Cassini und INSEE |      |      |      |      |      |      |      |      |

## Sehenswürdigkeiten

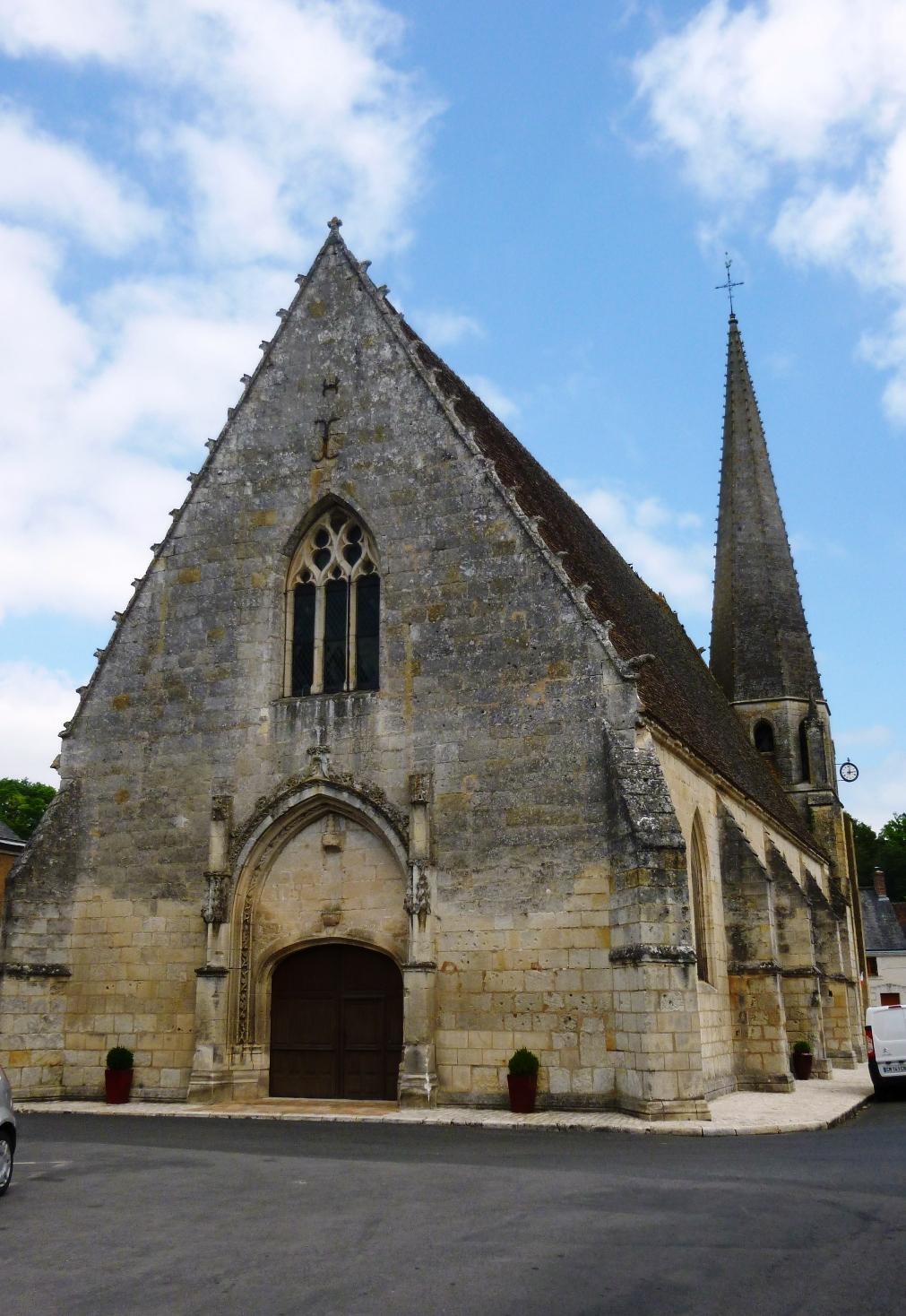
Kirche Saint-Lubin

- Die Kirche Saint-Lubin ist dem heiligen Leobinus geweiht. Sie wurde im 12. Jahrhundert gebaut. Das Langhaus wurde im 15. Jahrhundert erweitert und umgebaut.[3] Seit 1994 ist sie als Monument historique anerkannt.